# (16021) Caseyvaughn
(16021) Caseyvaughn est un astéroïde de la ceinture principale.

## Description
(16021) Caseyvaughn est un astéroïde de la ceinture principale. Il fut découvert le 12 février 1999 à Socorro (Nouveau-Mexique) par le projet LINEAR. Il présente une orbite caractérisée par un demi-grand axe de 2,34 unités astronomiques, une excentricité de 0,06 et une inclinaison de 5,8° par rapport à l'écliptique.

## Compléments